# Primera División 2006-2007 (Argentina)
L'edizione 2006-2007 del Campionato argentino di calcio era suddiviso in due fasi: il torneo di apertura e quello di Clausura. Quello di apertura fu vinto dall'Estudiantes mentre quello di Clausura dal San Lorenzo.

## Torneo Apertura
Il Boca Juniors e Estudiantes de La Plata terminarono il campionato d'apertura al primo posto a pari merito. Secondo il regolamento se due o più squadre arrivano prime a pari merito la differenza reti non conta e si deve disputare uno spareggio per determinare il vincitore del campionato. Estudiantes vinse lo spareggio e venne incoronato campione.
| Data             | Stadio                  | Partita                                  | Ris.  |
| ---------------- | ----------------------- | ---------------------------------------- | ----- |
| 13 dicembre 2006 | Estadio José Amalfitani | Boca Juniors vs. Estudiantes de La Plata | 1 - 2 |

| Pos. | Squadra                 | Pti | G  | V  | N | P  | GF | GS | DR  |
| ---- | ----------------------- | --- | -- | -- | - | -- | -- | -- | --- |
| 1    | Estudiantes de La Plata | 44  | 19 | 14 | 2 | 3  | 35 | 12 | +23 |
| 2    | Boca Juniors            | 44  | 19 | 14 | 2 | 3  | 41 | 17 | +24 |
| 3    | River Plate             | 38  | 19 | 11 | 5 | 3  | 33 | 17 | +16 |
| 4    | Independiente           | 32  | 19 | 10 | 2 | 7  | 33 | 24 | +9  |
| 5    | Arsenal                 | 32  | 19 | 9  | 5 | 5  | 26 | 22 | +4  |
| 6    | Lanús                   | 31  | 19 | 9  | 4 | 6  | 26 | 24 | 0   |
| 7    | Vélez Sársfield         | 30  | 19 | 8  | 6 | 5  | 25 | 18 | +7  |
| 8    | Rosario Central         | 28  | 19 | 8  | 4 | 7  | 28 | 22 | +6  |
| 9    | San Lorenzo             | 28  | 19 | 8  | 4 | 7  | 30 | 33 | -3  |
| 10   | Racing Club             | 26  | 19 | 7  | 5 | 7  | 22 | 19 | +3  |
| 11   | Gimnasia de Jujuy       | 26  | 19 | 8  | 2 | 9  | 19 | 19 | 0   |
| 12   | Belgrano                | 23  | 19 | 6  | 5 | 8  | 18 | 24 | -6  |
| 13   | Gimnasia de La Plata    | 23  | 19 | 7  | 2 | 10 | 21 | 40 | -19 |
| 14   | Nueva Chicago           | 22  | 19 | 6  | 4 | 9  | 20 | 32 | -12 |
| 15   | Banfield                | 20  | 19 | 4  | 8 | 7  | 21 | 26 | -5  |
| 16   | Argentinos Juniors      | 20  | 19 | 5  | 5 | 9  | 22 | 28 | -6  |
| 17   | Colón de Santa Fe       | 18  | 19 | 5  | 3 | 11 | 20 | 34 | -14 |
| 18   | Godoy Cruz              | 17  | 19 | 3  | 8 | 8  | 19 | 26 | -7  |
| 19   | Newell's Old Boys       | 16  | 19 | 3  | 7 | 9  | 21 | 28 | -7  |
| 20   | Quilmes                 | 9   | 19 | 2  | 3 | 14 | 23 | 38 | -15 |

### Classifica marcatori
| Pos. | Calciatore        | Squadra                 | Gol |
| ---- | ----------------- | ----------------------- | --- |
| 1    | Mauro Zárate      | Vélez Sársfield         | 12  |
| 1    | Rodrigo Palacio   | Boca Juniors            | 12  |
| 3    | Óscar Cardozo     | Newell's Old Boys       | 11  |
| 3    | Martín Palermo    | Boca Juniors            | 11  |
| 3    | Mariano Pavone    | Estudiantes de La Plata | 11  |
| 6    | Federico Higuaín  | Nueva Chicago           | 10  |
| 6    | Daniel Montenegro | Independiente           | 10  |
| 8    | Claudio Graf      | Lanús                   | 9   |
| 8    | Santiago Silva    | Gimnasia de La Plata    | 9   |
| 10   | Gonzalo Higuaín   | River Plate             | 8   |
| 10   | Leonel Núñez      | Argentinos Juniors      | 8   |
| 10   | Facundo Sava      | Racing Club             | 8   |
| 10   | Néstor Silvera    | San Lorenzo             | 8   |

## Torneo Clausura
| Pos. | Squadra                 | Pti | G  | V  | N | P  | GF | GS | DR  |
| ---- | ----------------------- | --- | -- | -- | - | -- | -- | -- | --- |
| 1    | San Lorenzo             | 45  | 19 | 14 | 3 | 2  | 34 | 17 | +17 |
| 2    | Boca Juniors            | 39  | 19 | 11 | 6 | 2  | 38 | 20 | +18 |
| 3    | Estudiantes de La Plata | 37  | 19 | 10 | 7 | 2  | 28 | 17 | +11 |
| 4    | River Plate             | 33  | 19 | 9  | 6 | 4  | 26 | 17 | +9  |
| 5    | Arsenal                 | 30  | 19 | 8  | 6 | 5  | 31 | 24 | +7  |
| 6    | Lanús                   | 28  | 19 | 7  | 7 | 5  | 24 | 19 | +5  |
| 7    | Colón de Santa Fe       | 28  | 19 | 7  | 7 | 5  | 28 | 24 | +4  |
| 8    | Argentinos Juniors      | 26  | 19 | 6  | 8 | 5  | 21 | 17 | +4  |
| 9    | Vélez Sársfield         | 26  | 19 | 7  | 5 | 7  | 22 | 26 | -4  |
| 10   | Godoy Cruz              | 25  | 19 | 7  | 4 | 8  | 24 | 22 | +2  |
| 11   | Independiente           | 25  | 19 | 6  | 7 | 6  | 23 | 24 | -1  |
| 12   | Rosario Central         | 24  | 19 | 7  | 3 | 9  | 17 | 21 | -4  |
| 13   | Racing Club             | 23  | 19 | 5  | 8 | 6  | 28 | 30 | -2  |
| 14   | Newell's Old Boys       | 22  | 19 | 6  | 4 | 9  | 22 | 30 | -8  |
| 15   | Nueva Chicago           | 21  | 19 | 5  | 6 | 8  | 19 | 28 | -9  |
| 16   | Banfield                | 19  | 19 | 5  | 4 | 10 | 22 | 30 | -8  |
| 17   | Belgrano                | 18  | 19 | 4  | 6 | 9  | 24 | 27 | -3  |
| 18   | Gimnasia de La Plata    | 17  | 19 | 4  | 5 | 10 | 19 | 28 | -9  |
| 19   | Gimnasia de Jujuy       | 17  | 19 | 4  | 5 | 10 | 11 | 22 | -11 |
| 20   | Quilmes                 | 12  | 19 | 3  | 3 | 13 | 18 | 36 | -18 |

### Risultati
| Giornata 1      | Giornata 1 | Giornata 1           |
| Squadra in casa | Risultato  | Squadra in trasferta |
| --------------- | ---------- | -------------------- |
| Gimnasia (LP)   | 0 - 2      | Arsenal              |
| Independiente   | 1 - 3      | Colón                |
| Vélez Sársfield | 2 - 0      | Newell's             |
| Banfield        | 0 - 4      | Boca Juniors         |
| Nueva Chicago   | 1 - 1      | Racing Club          |
| Godoy Cruz      | 2 - 0      | Argentinos Juniors   |
| Rosario Central | 1 - 0      | Belgrano             |
| River Plate     | 1 - 0      | Lanús                |
| San Lorenzo     | 2 - 1      | Gimnasia (J)         |
| Estudiantes     | 2 - 0      | Quilmes              |

| Giornata 2         | Giornata 2 | Giornata 2           |
| Squadra in casa    | Risultato  | Squadra in trasferta |
| ------------------ | ---------- | -------------------- |
| Lanús              | 2 - 1      | Banfield             |
| Belgrano           | 0 - 0      | Independiente        |
| Newell's           | 0 - 2      | River Plate          |
| Arsenal            | 2 - 1      | Godoy Cruz           |
| Colón              | 1 - 1      | San Lorenzo          |
| Gimnasia (J)       | 0 - 0      | Estudiantes          |
| Quilmes            | 2 - 2      | Gimnasia (LP)        |
| Argentinos Juniors | 3 - 0      | Nueva Chicago        |
| Boca Juniors       | 1 - 1      | Rosario Central      |
| Racing Club        | 2 - 2      | Vélez Sársfield      |

| Giornata 3      | Giornata 3 | Giornata 3           |
| Squadra in casa | Risultato  | Squadra in trasferta |
| --------------- | ---------- | -------------------- |
| Nueva Chicago   | 0 - 4      | Arsenal              |
| Estudiantes     | 2 - 2      | Colón                |
| Rosario Central | 1 - 1      | Banfield             |
| Independiente   | 1 - 3      | Boca Juniors         |
| Vélez Sársfield | 0 - 2      | Argentinos Juniors   |
| Godoy Cruz      | 3 - 0      | Quilmes              |
| Lanús           | 3 - 2      | Newell's             |
| Gimnasia (LP)   | 2 - 0      | Gimnasia (J)         |
| River Plate     | 4 - 2      | Racing Club          |
| San Lorenzo     | 1 - 0      | Belgrano             |

| Giornata 4         | Giornata 4 | Giornata 4           |
| Squadra in casa    | Risultato  | Squadra in trasferta |
| ------------------ | ---------- | -------------------- |
| Racing Club        | 0 - 1      | Newell's             |
| Colón              | 1 - 2      | Gimnasia (LP)        |
| Banfield           | 2 - 1      | Independiente        |
| Belgrano           | 1 - 2      | Estudiantes          |
| Boca Juniors       | 0 - 3      | San Lorenzo          |
| Gimnasia (J)       | 2 - 1      | Godoy Cruz           |
| Arsenal            | 3 - 1      | Vélez Sársfield      |
| Rosario Central    | 2 - 3      | Lanús                |
| Quilmes            | 1 - 0      | Nueva Chicago        |
| Argentinos Juniors | 2 - 1      | River Plate          |

| Giornata 5      | Giornata 5 | Giornata 5           |
| Squadra in casa | Risultato  | Squadra in trasferta |
| --------------- | ---------- | -------------------- |
| Nueva Chicago   | 0 - 0      | Gimnasia (J)         |
| Independiente   | 2 - 0      | Rosario Central      |
| Vélez Sársfield | 1 - 0      | Quilmes              |
| Estudiantes     | 1 - 3      | Boca Juniors         |
| River Plate     | 2 - 1      | Arsenal              |
| Gimnasia (LP)   | 2 - 2      | Belgrano             |
| Newell's        | 1 - 0      | Argentinos Juniors   |
| San Lorenzo     | 2 - 1      | Banfield             |
| Godoy Cruz      | 2 - 0      | Colón                |
| Lanús           | 1 - 2      | Racing Club          |

| Giornata 6         | Giornata 6 | Giornata 6           |
| Squadra in casa    | Risultato  | Squadra in trasferta |
| ------------------ | ---------- | -------------------- |
| Belgrano           | 3 - 2      | Godoy Cruz           |
| Banfield           | 0 - 2      | Estudiantes          |
| Arsenal            | 2 - 3      | Newell's             |
| Gimnasia (J)       | 0 - 1      | Vélez Sársfield      |
| Rosario Central    | 0 - 1      | San Lorenzo          |
| Independiete       | 1 - 0      | Lanús                |
| Colón              | 1 - 2      | Nueva Chicago        |
| Boca Juniors       | 5 - 1      | Gimnasia (LP)        |
| Argentinos Juniors | 1 - 0      | Racing Club          |
| Quilmes            | 0 - 1      | River Plate          |

| Giornata 7      | Giornata 7 | Giornata 7           |
| Squadra in casa | Risultato  | Squadra in trasferta |
| --------------- | ---------- | -------------------- |
| Nueva Chicago   | 2 - 0      | Belgrano             |
| Racing Club     | 2 - 2      | Arsenal              |
| Estudiantes     | 3 - 0      | Rosario Central      |
| Vélez Sársfield | 1 - 1      | Colón                |
| Gimnasia (LP)   | 0 - 1      | Banfield             |
| River Plate     | 0 - 1      | Gimnasia (J)         |
| Lanús           | 2 - 1      | Argentinos Juniors   |
| Newell's        | 2 - 2      | Quilmes              |
| San Lorenzo     | 4 - 3      | Independiente        |
| Godoy Cruz      | 0 - 1      | Boca Juniors         |

| Giornata 8      | Giornata 8 | Giornata 8           |
| Squadra in casa | Risultato  | Squadra in trasferta |
| --------------- | ---------- | -------------------- |
| Banfield        | 0 - 0      | Godoy Cruz           |
| Boca Juniors    | 2 - 0      | Nueva Chicago        |
| Rosario Central | 1 - 0      | Gimnasia (LP)        |
| Quilmes         | 2 - 3      | Racing               |
| Arsenal         | 0 - 2      | Argentinos Juniors   |
| Belgrano        | 3 - 0      | Vélez Sársfield      |
| Gimnasia (J)    | 0 - 1      | Newell's             |
| Colón           | 0 - 0      | River Plate          |
| Independiente   | 0 - 0      | Estudiantes          |
| San Lorenzo     | 1 - 0      | Lanús                |

| Giornata 9         | Giornata 9 | Giornata 9           |
| Squadra in casa    | Risultato  | Squadra in trasferta |
| ------------------ | ---------- | -------------------- |
| Racing Club        | 0 - 1      | Gimnasia (J)         |
| Argentinos Juniors | 1 - 1      | Quilmes              |
| Nueva Chicago      | 2 - 1      | Banfield             |
| Estudiantes        | 2 - 1      | San Lorenzo          |
| Gimnasia (LP)      | 4 - 1      | Independiente        |
| Newell's           | 1 - 3      | Colón                |
| Lanús              | 0 - 0      | Arsenal              |
| Vélez Sársfield    | 1 - 3      | Boca Juniors         |
| Godoy Cruz         | 2 - 1      | Rosario Central      |
| River Plate        | 1 - 1      | Belgrano             |

| Giornata 10     | Giornata 10 | Giornata 10          |
| Squadra in casa | Risultato   | Squadra in trasferta |
| --------------- | ----------- | -------------------- |
| Colón           | 1 - 1       | Racing Club          |
| Quilmes         | 0 - 1       | Arsenal              |
| San Lorenzo     | 1 - 0       | Gimnasia (LP)        |
| Independiente   | 0 - 2       | Godoy Cruz           |
| Banfield        | 2 - 3       | Vélez Sársfield      |
| Rosario Central | 3 - 0       | Nueva Chicago        |
| Belgrano        | 0 - 2       | Newell's             |
| Gimnasia (J)    | 0 - 0       | Argentinos Juniors   |
| Boca Juniors    | 1 - 1       | River Plate          |
| Estudiantes     | 0 - 0       | Lanús                |

| Giornata 11        | Giornata 11 | Giornata 11          |
| Squadra in casa    | Risultato   | Squadra in trasferta |
| ------------------ | ----------- | -------------------- |
| Arsenal            | 1 - 0       | Gimnasia (J)         |
| Argentinos Juniors | 1 - 1       | Colón                |
| Lanús              | 3 - 1       | Quilmes              |
| Chicago            | 0 - 0       | Independiente        |
| Newell's           | 1 - 2       | Boca Juniors         |
| River Plate        | 2 - 1       | Banfield             |
| Godoy Cruz         | 1 - 2       | San Lorenzo          |
| Gimnasia (LP)      | 1 - 2       | Estudiantes          |
| Racing Club        | 3 - 3       | Belgrano             |
| Vélez Sársfield    | 0 - 2       | Rosario Central      |

| Giornata 12     | Giornata 12 | Giornata 12          |
| Squadra in casa | Risultato   | Squadra in trasferta |
| --------------- | ----------- | -------------------- |
| Belgrano        | 0 - 2       | Argentinos Juniors   |
| Colón           | 1 - 1       | Arsenal              |
| Estudiantes     | 1 - 0       | Godoy Cruz           |
| Rosario Central | 0 - 2       | River Plate          |
| Gimnasia (J)    | 2 - 1       | Quilmes              |
| Independiente   | 1 - 0       | Vélez Sársfield      |
| Gimnasia (LP)   | 0 - 1       | Lanús                |
| Banfield        | 4 - 0       | Newell's             |
| Boca Juniors    | 2 - 2       | Racing Club          |
| San Lorenzo     | 3 - 2       | Nueva Chicago        |

| Giornata 13        | Giornata 13 | Giornata 13          |
| Squadra in casa    | Risultato   | Squadra in trasferta |
| ------------------ | ----------- | -------------------- |
| Arsenal            | 4 - 3       | Belgrano             |
| Chicago            | 1 - 2       | Estudiantes          |
| Quilmes            | 2 - 1       | Colón                |
| Racing Club        | 1 - 1       | Banfield             |
| Vélez Sársfield    | 2 - 1       | San Lorenzo          |
| Newell's           | 1 - 0       | Rosario Central      |
| Lanús              | 1 - 1       | Gimnasia (J)         |
| Godoy Cruz         | 2 - 1       | Gimnasia (LP)        |
| River Plate        | 1 - 1       | Independiente        |
| Argentinos Juniors | 3 - 3       | Boca Juniors         |

| Giornata 14     | Giornata 14 | Giornata 14          |
| Squadra in casa | Risultato   | Squadra in trasferta |
| --------------- | ----------- | -------------------- |
| Belgrano        | 3 - 0       | Quilmes              |
| Independiente   | 1 - 1       | Newell's             |
| Rosario Central | 1 - 0       | Racing Club          |
| Estudiantes     | 1 - 1       | Vélez Sársfield      |
| Godoy Cruz      | 2 - 2       | Lanús                |
| Colón           | 3 - 1       | Gimnasia (J)         |
| Gimnasia        | 2 - 2       | Nueva Chicago        |
| Banfield        | 2 - 1       | Argentinos Juniors   |
| San Lorenzo     | 0 - 0       | River Plate          |
| Boca            | 1 - 1       | Arsenal              |

| Giornata 15        | Giornata 15 | Giornata 15          |
| Squadra in casa    | Risultato   | Squadra in trasferta |
| ------------------ | ----------- | -------------------- |
| Argentinos Juniors | 0 - 0       | Rosario Central      |
| Arsenal            | 2 - 2       | Banfield             |
| Newell's           | 0 - 1       | San Lorenzo          |
| Lanús              | 3 - 0       | Colón                |
| Vélez Sársfield    | 0 - 0       | Gimnasia (LP)        |
| Racing             | 1 - 1       | Independiente        |
| River Plate        | 0 - 1       | Estudiantes          |
| Chicago            | 0 - 0       | Godoy Cruz           |
| Gimnasia (J)       | 0 - 0       | Belgrano             |
| Quilmes            | 1 - 2       | Boca                 |

| Giornata 16     | Giornata 16 | Giornata 16          |
| Squadra in casa | Risultato   | Squadra in trasferta |
| --------------- | ----------- | -------------------- |
| Independiente   | 1 - 1       | Argentinos Juniors   |
| Nueva Chicago   | 2 - 1       | Lanús                |
| Estudiantes     | 4 - 4       | Newell's             |
| Godoy Cruz      | 0 - 2       | Vélez Sársfield      |
| Boca Juniors    | 3 - 1       | Gimnasia (J)         |
| Rosario Central | 0 - 2       | Arsenal              |
| Banfield        | 2 - 3       | Quilmes              |
| San Lorenzo     | 3 - 0       | Racing Club          |
| Belgrano        | 1 - 3       | Colón                |
| Gimnasia (LP)   | 0 - 3       | River Plate          |

| Giornata 17        | Giornata 17 | Giornata 17          |
| Squadra in casa    | Risultato   | Squadra in trasferta |
| ------------------ | ----------- | -------------------- |
| Vélez Sársfield    | 2 - 1       | Nueva Chicago        |
| Quilmes            | 0 - 1       | Rosario Central      |
| Argentinos Juniors | 1 - 1       | San Lorenzo          |
| Arsenal            | 0 - 1       | Independiente        |
| Lanús              | 1 - 1       | Belgrano             |
| Gimnasia (J)       | 0 - 1       | Banfield             |
| Newell's           | 0 - 1       | Gimnasia (LP)        |
| Colón              | 2 - 1       | Boca Juniors         |
| Racing Club        | 2 - 0       | Estudiantes          |
| River Plate        | 0 - 1       | Godoy Cruz           |

| Giornata 18     | Giornata 18 | Giornata 18          |
| Squadra in casa | Risultato   | Squadra in trasferta |
| --------------- | ----------- | -------------------- |
| Vélez Sársfield | 1 - 1       | Lanús                |
| Nueva Chicago   | 2 - 2       | River Plate          |
| Gimnasia (LP)   | 1 - 2       | Racing Club          |
| Boca Juniors    | 1 - 0       | Belgrano             |
| Godoy Cruz      | 1 - 1       | Newell's             |
| Rosario Central | 2 - 0       | Gimnasia (J)         |
| Banfield        | 0 - 1       | Colón                |
| Independiente   | 4 - 1       | Quilmes              |
| San Lorenzo     | 4 - 2       | Arsenal              |
| Estudiantes     | 2 - 0       | Argentinos Juniors   |

| Giornata 19        | Giornata 19 | Giornata 19          |
| Squadra in casa    | Risultato   | Squadra in trasferta |
| ------------------ | ----------- | -------------------- |
| River Plate        | 3 - 2       | Vélez Sársfield      |
| Argentinos Juniors | 0 - 0       | Gimnasia (LP)        |
| Colón              | 3 - 1       | Rosario Central      |
| Quilmes            | 1 - 2       | San Lorenzo          |
| Gimnasia (J)       | 1 - 3       | Independiente        |
| Racing Club        | 4 - 2       | Godoy Cruz           |
| Belgrano           | 3 - 0       | Banfield             |
| Newell's           | 0 - 2       | Nueva Chicago        |
| Arsenal            | 1 - 1       | Estudiantes          |
| Lanús              | 0 - 0       | Boca Juniors         |

### Classifica marcatori
| Pos. | Calciatore       | Squadra                 | Gol |
| ---- | ---------------- | ----------------------- | --- |
| 1    | Martín Palermo   | Boca Juniors            | 11  |
| 2    | Óscar Cardozo    | Newell's Old Boys       | 10  |
| 3    | Gastón Fernández | San Lorenzo             | 9   |
| 4    | Facundo Sava     | Racing Club             | 8   |
| 4    | Darío Cvitanich  | Banfield                | 8   |
| 5    | Carlos Luna      | Quilmes                 | 7   |
| 5    | Rodrigo Palacio  | Boca Juniors            | 7   |
| 5    | Mariano Pavone   | Estudiantes de La Plata | 7   |
| 5    | José Sand        | Colón de Santa Fe       | 7   |

## Retrocessioni
| Squadra                 | Media | Punti | Giocate | 2004-05 | 2005-06 | 2006-07 |
| ----------------------- | ----- | ----- | ------- | ------- | ------- | ------- |
| Boca Juniors            | 1.877 | 214   | 114     | 48/38   | 83/38   | 83/38   |
| Estudiantes de La Plata | 1.701 | 194   | 114     | 61/38   | 52/38   | 81/38   |
| River Plate             | 1.693 | 193   | 114     | 60/38   | 62/38   | 71/38   |
| Vélez Sársfield         | 1.640 | 187   | 114     | 73/38   | 58/38   | 56/38   |
| San Lorenzo             | 1.587 | 181   | 114     | 52/38   | 56/38   | 73/38   |
| Lanús                   | 1.500 | 171   | 114     | 54/38   | 58/38   | 59/38   |
| Gimnasia de La Plata    | 1.429 | 163   | 114     | 54/38   | 69/38   | 40/38   |
| Independiente           | 1.412 | 161   | 114     | 49/38   | 55/38   | 57/38   |
| Arsenal de Sarandí      | 1.403 | 160   | 114     | 54/38   | 44/38   | 62/38   |
| Rosario Central         | 1.386 | 158   | 114     | 61/38   | 45/38   | 52/38   |
| Banfield                | 1.377 | 157   | 114     | 59/38   | 59/38   | 39/38   |
| Racing Club             | 1.324 | 151   | 114     | 58/38   | 44/38   | 49/38   |
| Newell's Old Boys       | 1.307 | 149   | 114     | 60/38   | 51/38   | 38/38   |
| Colón de Santa Fe       | 1.271 | 145   | 114     | 53/38   | 46/38   | 46/38   |
| Gimnasia de Jujuy       | 1.236 | 94    | 76      | N/A     | 51/38   | 43/38   |
| Argentinos Juniors      | 1.219 | 139   | 114     | 43/38   | 50/38   | 46/38   |
| Nueva Chicago           | 1.131 | 43    | 38      | N/A     | N/A     | 43/38   |
| Godoy Cruz              | 1.105 | 42    | 38      | N/A     | N/A     | 42/38   |
| Belgrano de Córdoba     | 1.079 | 41    | 38      | N/A     | N/A     | 41/38   |
| Quilmes                 | 0.912 | 104   | 113     | 44/38   | 39/38   | 21/38   |

### Playoff promozione
| Data           | Squadra in casa | Squadra in trasferta | Ris. |
| 21 giugno 2007 | Tigre           | Nueva Chicago        | 1-0  |
| 25 giugno 2007 | Nueva Chicago   | Tigre                | 1-2  |
| -------------- | --------------- | -------------------- | ---- |

Tigre vince 3-1 e viene promosso in Prima Divisione argentina. Nueva Chicago viene retrocesso in Nacional B.

| Data           | Squadra in casa | Squadra in trasferta | Ris. |
| 20 giugno 2007 | Huracán         | Godoy Cruz           | 2-0  |
| 24 giugno 2007 | Godoy Cruz      | Huracán              | 2-3  |
| -------------- | --------------- | -------------------- | ---- |

Huracán vince 5-2 e viene promosso in Prima Divisione. Godoy Cruz retrocede in Nacional B.

## Serie minori
| Livello       | Torneo                                                            | Campione                                    | Promosse                             | Retrocesse                                                                                 |
| ------------- | ----------------------------------------------------------------- | ------------------------------------------- | ------------------------------------ | ------------------------------------------------------------------------------------------ |
| 2º            | Primera B Nacional Apertura Primera B Nacional Clausura           | Olimpo                                      | Olimpo Tigre San Martín (SJ) Huracán | Villa Mitre Huracán (TA)                                                                   |
| 3º            | Primera B Metropolitana Apertura Primera B Metropolitana Clausura | Estudiantes de Buenos Aires Almirante Brown | Almirante Brown                      | El Porvenir                                                                                |
| 3º (Interior) | Torneo Argentino A Apertura Torneo Argentino A Clausura           | Sportivo Desamparados Guillermo Brown       | Independiente Rivadavia de Mendoza   | Douglas Haig, Central Norte San Martín de Mendoza                                          |
| 4º            | Primera C Metropolitana Apertura Primera C Metropolitana Clausura | Acassuso                                    | Acassuso                             | Ituzaingó                                                                                  |
| 4º (interior) | Torneo Argentino B                                                |                                             | Libertad Cipolletti Boca Unidos      | Candelaria, Centenario Alianza (CC), Sportivo Huracán (CR), Sarmiento (R) Atlético Uruguay |
| 5º            | Primera D Metropolitana Apertura Primera D Metropolitana Clausura | Berazategui L.N. Alem                       | L.N. Alem                            | Centro Español                                                                             |